# Progress (casa editrice)
Progress (in russo Прогресс?) era una casa editrice sovietica specializzata nella pubblicazione di testi russi in lingue straniere e di traduzioni in russo di opere straniere.
Dal 1991 si è divisa in Progress-Univers (in russo Универс?), Progress-Tradicija (in russo Традиция?) e Progress-Plejada (in russo Плеяда?).

## Storia
Fu fondata a Mosca nel 1931 con la denominazione di Compagnia editrice dei lavoratori stranieri in URSS (in russo Издательское товарищество иностранных рабочих в СССР?, Izdatel'skoe tovariščestvo inostrannych rabočich v SSSR), in occasione del passaggio allo Stato della casa editrice dell'Internazionale Comunista. Nel 1938 divenne Casa editrice della letteratura in lingue straniere [in russo Издательство литературы на иностранных языках (Иногиз)?, Izdatel'stvo literatury na inostrannych jazykach (Inogiz)], e assunse la denominazione Progress nel 1964.
Delle tre editrici in cui Progress si divise nel 1991 (v. sopra), la prima, "Progress Univers" (di indirizzo generalista) ha chiuso i battenti, la seconda, "Progress Tradicija" (fondata nel 1997), si è specializzata nella pubblicazione di testi di scienze e di didattica, la terza, Progress Plejada" (fondata nel 2001), ha scelto di dedicarsi alla letteratura classica e contemporanea.